# Gelis exareolatus
Gelis exareolatus là một loài tò vò trong họ Ichneumonidae.